# Wirbelau-Marmor

Nepomuk-Statue erschaffen von dem Steinbildhauer Walter Schmitt (1996) auf der sogenannten Marmorbrücke in Villmar aus Wirbelau-Marmor

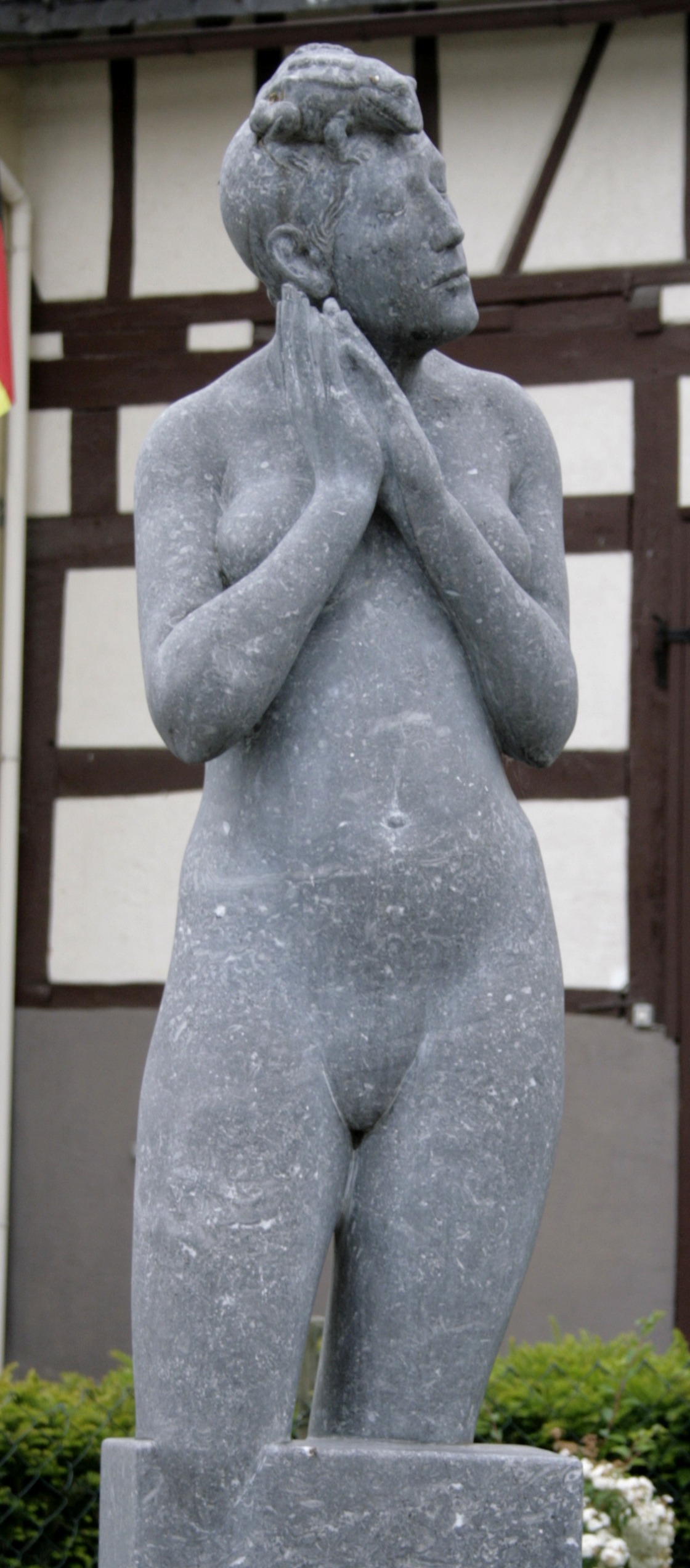
Die Plastik Gretchen auf dem Dorfplatz in Wirbelau aus Wirbelau-Marmor

Der Wirbelau-Marmor, der auch als Wirbelau bezeichnet wird, ist gesteinskundlich ein Kalkstein, der um Wirbelau im Landkreis Limburg-Weilburg in Hessen gewonnen wurde. Dieser dunkelgraue Kalkstein, der zahlreiche Fossilien führt, wurde häufig von Steinbildhauern verwendet. Diese Natursteinsorte gehört zur Gruppe der zahlreichen Lahnmarmore und entstand als Riffkalk im Oberdevon.

## Vorkommen
Der Wirbelau-Marmor entstand im Limburger Becken, einem warmen bewegten Meer, das einen Senkungsraum innerhalb des Rheinischen Schiefergebirges darstellt. Dieser Kalkstein ist Teil des mitteldevonischen Massenkalks, des Lahnmarmors. Das Limburger Becken liegt zwischen dem Gießen-Koblenzer-Lahntal, dem Weilburger Lahntalgebiet und dem Unteren Lahntal beiderseits der Lahn um die Stadt Limburg.
Die Bezeichnung „Marmor“ für den Wirbelau-Marmor ist gesteinskundlich nicht korrekt, da es sich um ein Carbonatgestein handelt, das nicht in einem Marmor umgewandelt wurde. Da sich dieser „Marmor“ polieren lässt und da er eine marmorierte Textur zeigt, kann die übliche Bezeichnung Marmor durchaus als überkommener Kulturbegriff gewertet und verwendet werden. Die lebhaft gezeichneten Lahnmarmore sind vor allem schwarz, grau und rot. Sie zeigen aber auch Mischfarben, die fast bis weiß reichen.

## Gesteinsbeschreibung
Der Wirbelau-Marmor ist grau und dicht. In ihm befinden sich versteinerte Armfüßer, Stachelhäuter, wie Seelilien-Stielglieder, Trochiten, Korallen, Moostierchen und Foraminiferen. Die versteinerten Fossilreste haben unterschiedliche Größen und sind unregelmäßig in dieses Gestein eingelagert, die Größen liegen zwischen 0,2 und mehreren Zentimetern. Seine Komponenten betragen 40 bis 50 Prozent und die Bindemittel 50 bis 60 Prozent. Sehr selten sind Quarzkörner enthalten. Die graue Farbe resultiert aus dem Gehalt an organischem Kohlenstoff.

## Verwendung
Der Abbau begann erst nach 1900 und wurde in zwei Steinbrüchen betrieben. Verwendet wurde dieser Kalkstein in der Architektur für Massivstücke, Boden- und Treppenbeläge, Grabmale und für die Steinbildhauerei. Der Abbau wurde nach 1965/66 eingestellt.
Zahlreiche Grabmale aus dem Kasseler Friedhof bestehen aus diesem Gestein, das König-Konrad-Denkmal in Weilburg, der Altar und Ambo in der Kirche von Ahlbach. Ferner wurde der Kalkstein im Eingang zur alten Hessischen Landesbank und in der Kirche S. Gallus in Flörsheim und im Altarraum des Doms von Speyer verbaut.
Beim manuellen Bearbeiten wird Schwefelwasserstoff freigesetzt und es entsteht ein Geruch nach faulen Eiern. Die Konzentration ist allerdings so gering, dass keine Gesundheitsschäden entstehen und nach Bearbeitung tritt dieser Effekt nicht auf. Der Naturstein ist polierfähig, die Politur im Freien lässt allerdings relativ schnell nach. Sein Verwitterungsverhalten im Freien ist als gut bis mäßig zu bezeichnen.

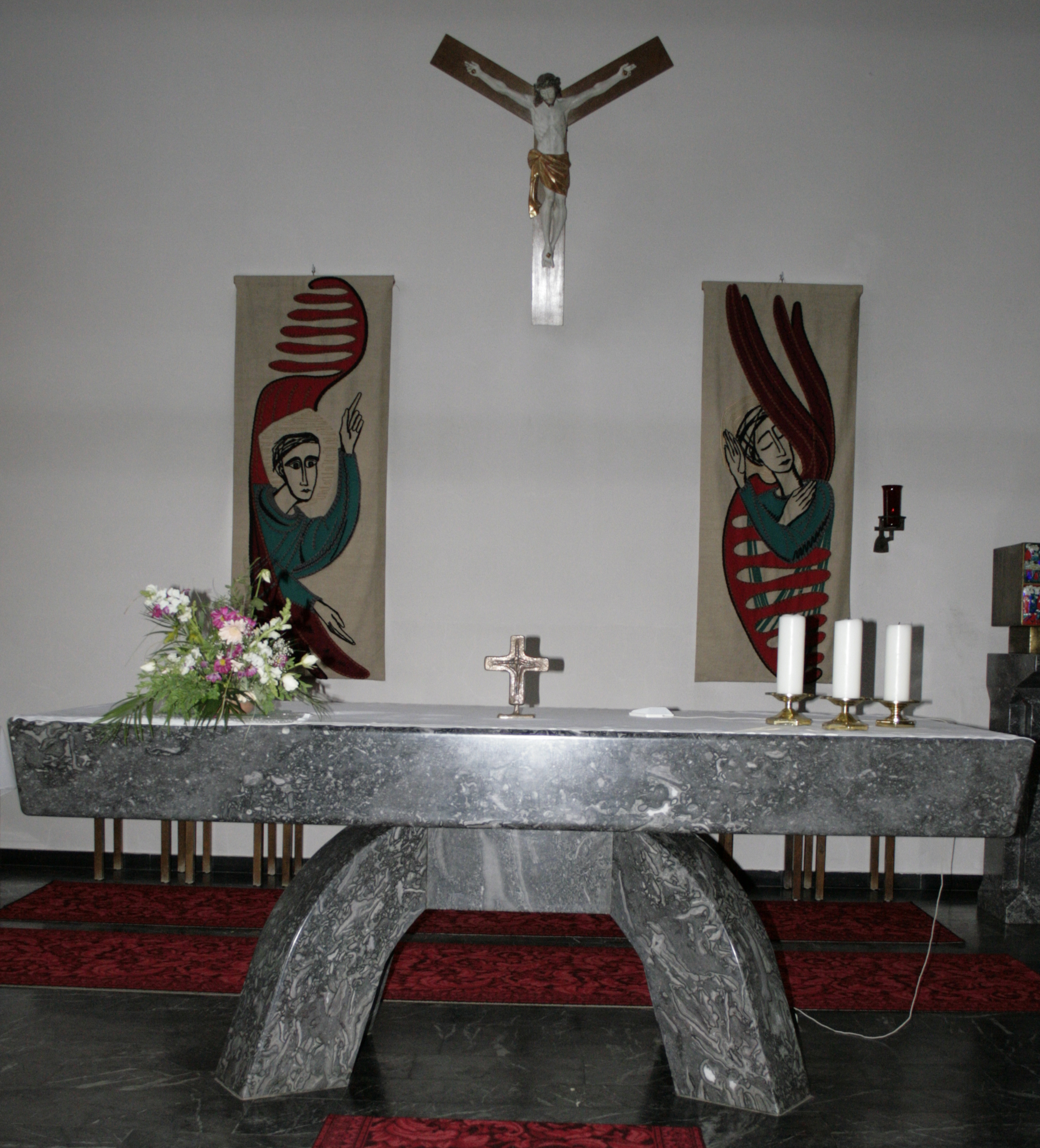
Altar in der Kirche von Ahlbach aus Wirbelau-Marmor
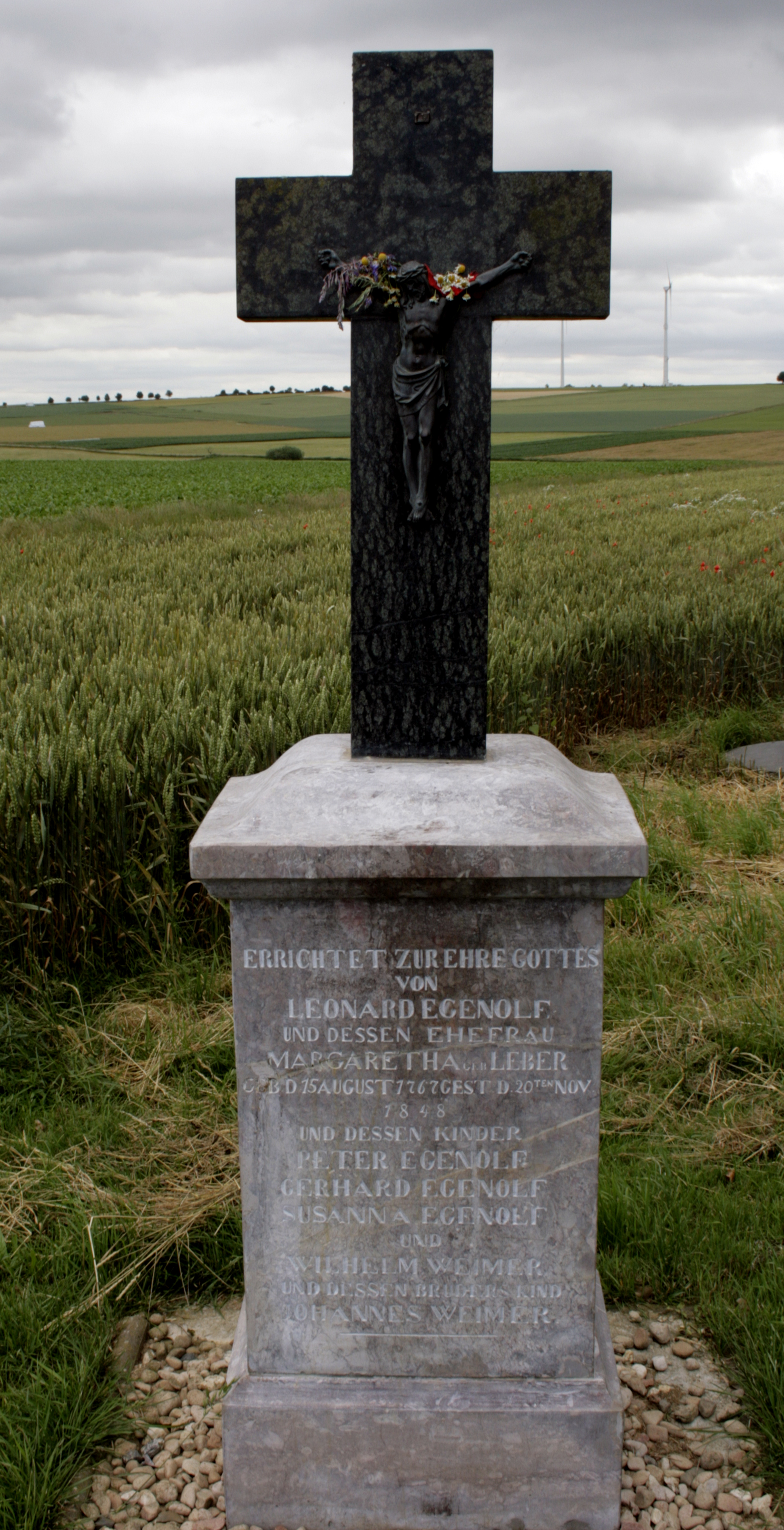
Sockel eines Ahlbacher Feldkreuzes aus Wirbelau-Marmor mit Kreuz aus Diabas